# Psyonix

Psyonix Inc. — американська компанія, що займається розробкою відеоігор, розташована в Сан-Дієго[джерело?]. Заснована у 2000 році Дейвом Хейджвудом, компанія найбільш відома за своєю грою Rocket League, що була випущена у 2015[джерело?]. У червні 2019 Psyonix була придбана Epic Games[джерело?].

## Історія
Psyonix була заснована Дейвом Хейджвудом у 2000 році[джерело?], юридично зареєстрована 30 квітня 2001 року[джерело?]. Першим проектом компанії стала гра під назвою Proteus, яку пізніше скасували[джерело?].
У грудні 2009 року Psyonix переїхала з Ролі, Північна Кароліна, в Сан-Дієго, Каліфорнія.
У 2008 компанія випустила Supersonic Acrobatic Rocket-Powered Battle-Cars, а також Monster Madness: Grave Danger.
Через деякий час[який?], компанія почала розробку над наступником SARPBC — Rocket League — гра, яка стала комерційним успіхом для компанії, зібравши понад 70 мільйонів доларів. Успіх Rocket League змусив Psyonix переосмислити свою бізнес-модель, в результаті чого, компанія зосередилась на розробці власних ігор замість того, щоб розробляти ігри по контракту. В 2015 у Steam гра продалася накладом в 1 мільйон копій. До 2017 року аудиторія гри виросла в 20 разів.
У травні 2019 року Epic Games придбала Psyonix. Psyonix вже мала робочі стосунки з Epic Games, завдяки спільній роботі над іграми Unreal Tournament[джерело?].

## Розроблені ігри
| Рік  | Назва                                           | Платформи                                                                                  | Видавець              | Примітки                                                             |
| ---- | ----------------------------------------------- | ------------------------------------------------------------------------------------------ | --------------------- | -------------------------------------------------------------------- |
| 2001 | Proteus                                         | Ігри були скасованими                                                                      | Ігри були скасованими | Ігри були скасованими                                                |
| 2003 | Vampire Hunter: The Dark Prophecy               | Ігри були скасованими                                                                      | Ігри були скасованими | Ігри були скасованими                                                |
| 2008 | Monster Madness: Grave Danger                   | PlayStation 3                                                                              | SouthPeak Games       | Портування на PlayStation 3 гри Monster Madness: Battle for Suburbia |
| 2008 | Supersonic Acrobatic Rocket-Powered Battle-Cars | PlayStation 3                                                                              | Psyonix               |                                                                      |
| 2009 | Whizzle                                         | Windows                                                                                    | Psyonix               | Демо на Unreal Engine                                                |
| 2012 | ARC Squadron                                    | iOS                                                                                        | Psyonix               |                                                                      |
| 2013 | ARC Squadron: Redux                             | iOS, Android                                                                               | Psyonix               | Оновлена версія ARC Squadron                                         |
| 2015 | Rocket League                                   | Windows, PlayStation 4, Xbox One, OS X, Linux, Nintendo Switch                             | Psyonix               | Продовження Supersonic Acrobatic Rocket-Powered Battle-Cars          |
| 2016 | Nosgoth                                         | Windows                                                                                    | Square Enix           | Гра була скасована                                                   |
| 2021 | Rocket League Sideswipe                         | iOS, Android                                                                               | Epic Games            | Мобільна відеогра                                                    |
| 2023 | Rocket Racing                                   | Android, Nintendo Switch, PlayStation 4, PlayStation 5, Windows, Xbox One, Xbox Series X/S | Epic Games            | Режим для Fortnite                                                   |